# جياني أميكو
جياني أميكو (27 ديسمبر 1933 - 2 نوفمبر 1990)، هو كاتب سيناريو وناقد سينمائي وزعيم ثقافي إيطالي.